# فرودگاه شهری پلیموث، کارولینای شمالی
 فرودگاه شهری پلیموث، کارولینای شمالی (به انگلیسی: Plymouth Municipal Airport (North Carolina)) یک فرودگاه همگانی بهره‌برداری هوایی است که یک باند فرود آسفالت دارد و طول باند آن ۱۶۷۶ متر است. این فرودگاه در کشور ایالات متحده آمریکا قرار دارد و در ارتفاع ۱۲ متری از سطح دریا واقع شده است.